# Военна топография
Военната топография е дял от военното дело, която изучава методите и средствата за оценка на терена. Военната топография, за разлика от топографията, е приспособена към нуждите на въоръжените сили и за картографиране се използва система от правоъгълници с обозначени координати (картографска проекция на Гаус-Крюгер). Създадена през 1891 г., Българската топографска служба, днес Военно-географска служба е единствена в България, която се занимава с топогеодезическо осигуряване за армията.
Военната топография обхваща множество елементи, като измерване на теренната повърхност, картографиране, определяне на географски координати, използване на географски информационни системи, изследване на климата, топографски профили и много други. Една от най-важните функции на военната топография е да осигурява точни карти и географски данни за различни територии, които могат да бъдат използвани от военните сили. Важно е да се посочи, че карти за военни нужди могат да съдържат допълнителна информация като например теренната покривка, препятствия, линии на комуникация, стратегически точки и много други.
Военната топография се използва не само за операции на земята, но и за морски и въздушни операции. Важно е да се посочи, че военната топография има своя собствена терминология, която се използва за обозначаване на различни географски фактори.

## Характеристика
Военните топографски карти имат легенда, която показва означенията за положението на оръдие, машина или зона. Всяка държава има собствен стандарт за обозначаване на цели.

## История
През 1893 г. е публикувана първата българска публикация в областта на геодезията и военната топография. За измерване на разстояния през XIX век освен Землемерната верига се използва т.нар. декаметър с дължина 10 м. Използват се също одометри, пътемери и педометри – инструменти, с които се е измервала дължината на изминатия път. До Балканската война всички български топографски карти са за територията на България. Поради малкото чужди топографски карти, българското командване през Сръбско-българската война е успяло да определи посока на военните действия и да установи удобни места за притискане на врага. В навечерието на Балканската война със заповед се обявява назначаването на Картографически отдел, имащ за цел да проучи Беломорска Тракия и Лозенградска област.
Първият български военен топографски план със заглавие: Планъ на Одринский укрепенъ лагеръ, е изработен в мащаб 1 : 30 000 и се позовава на топографския план на руския Топографически отдел (1878 г.), като българският се съставя към края на месец април 1907 г. след извършена рекогносцировка на място през 1906, 1907 и 1908 г. През 1912 г. излиза от печат книжка със заглавие: „Одринската маневрена крепостъ“ (към началото на 1912 година), с карта в мащаб 1 : 20 000, издание на института. Успешното скоростно превземане на непревземаемата Одринска крепост, доказва по категоричен начин необходимостта и голямото стратегическо и тактическо преимущество на използване на военни топографски карти. Тогава с тях за първи път се осигуряват артилерийските части, с което рязко се повишава тяхната ефективност. По време на Междусъюзническата война (1913 г.) не се извършват специални и конкретни топографски дейности, освен основните за снабдяване с налични топографски карти. Кратката продължителност на Междусъюзническата война не е наложила извършване на каквито и да е предварителни или съпътстващи топографски и геодезически дейности.
В навечерието на Първата световна война картите в мащаб 1 : 40 000, за чиято основа се използва руската карта 1 : 42 000, се използват главно на Добруджанския фронт поради изобразената територия. За Румъния се разполага и с карти 1 : 20 000, немски черни копия, с напечатани елементи в червено от отбраната и фортификацията. Много от оперативните заповеди, наредби до дивизиите и други документи се допълвани с картно приложение, обикновено в мащаб 1 : 200 000, 1 : 126 000 или 1 210 000. Картата на Христо Г. Данов в мащаб 1 : 500 000 със заглавие: Карта на България и прилежащите ней държави също се е използвала за нанасяне на необходими данни и позиции. Малкото време преди началото на Първата световна война не позволява да се съставят други карти, затова се закупуват карти от други държави, предвид все още свободното им предоставяне. Немските карти с мащаб 1 : 25 000 доказват в реална бойна среда своето голямо значение и донасят полза. Те извеждат на преден план проблема с липсата на българска карта от този вид и въобще необходимостта от едромащабни карти за армията, особено за артилерията.